# Кароль Ангельський
Кароль Ангельський (пол. Karol Angielski, нар. 20 березня 1996, Кельці) — польський футболіст, нападник турецького клубу «Сівасспор».
Виступав, зокрема, за клуби «Корона» (Кельці), «Вісла» (Плоцьк) та «Радом'як», а також юнацьку збірну Польщі.

## Клубна кар'єра
Народився 20 березня 1996 року в місті Кельці. Вихованець футбольної школи клубу «Корона» (Кельці). Дорослу футбольну кар'єру розпочав 2012 року в основній команді того ж клубу, в якій провів два сезони, взявши участь у 8 матчах чемпіонату. 
Згодом з 2014 по 2018 рік грав у складі команд «Шльонськ», «П'яст» (Глівіце), «Завіша» (Бидгощ) та «Олімпія» (Грудзьондз).
Своєю грою за останню команду привернув увагу представників тренерського штабу клубу «Вісла» (Плоцьк), до складу якого приєднався 2018 року. Відіграв за команду з Плоцька наступні два сезони своєї ігрової кар'єри.
У 2020 році уклав контракт з клубом «Радом'як», у складі якого провів наступні два роки своєї кар'єри гравця.  Більшість часу, проведеного у складі радомського «Радом'яка», був основним гравцем атакувальної ланки команди. У складі радомського «Радом'яка» був одним з головних бомбардирів команди, маючи середню результативність на рівні 0,48 гола за гру першості.
До складу клубу «Сівасспор» приєднався 2022 року. Станом на 27 січня 2023 року відіграв за сіваську команду 13 матчів в національному чемпіонаті.

## Виступи за збірні
У 2013 році дебютував у складі юнацької збірної Польщі (U-18), загалом на юнацькому рівні взяв участь у 12 іграх, відзначившись 4 забитими голами.

## Статистика виступів

### Статистика клубних виступів
Станом на 27 червня 2022
| Сезон                       | Команда                     | Чемпіонат                   | Чемпіонат | Чемпіонат | Національний кубок | Національний кубок | Національний кубок | Континентальні кубки | Континентальні кубки | Континентальні кубки | Інші змагання | Інші змагання | Інші змагання | Усього | Усього |
| Сезон                       | Команда                     | Ліга                        | Ігор      | Голів     | Ліга               | Ігор               | Голів              | Ліга                 | Ігор                 | Голів                | Ліга          | Ігор          | Голів         | Ігор   | Голів  |
| --------------------------- | --------------------------- | --------------------------- | --------- | --------- | ------------------ | ------------------ | ------------------ | -------------------- | -------------------- | -------------------- | ------------- | ------------- | ------------- | ------ | ------ |
| 2012–13                     | «Корона» (Кельці)           | ЕК                          | 5         | 0         | ПЛУ                | 0                  | 0                  |                      | -                    | -                    |               | -             | -             | 5      | 0      |
| 2013–14                     | «Корона» (Кельці)           | ЕК                          | 3         | 0         | ПЛУ                | 0                  | 0                  |                      | -                    | -                    |               | -             | -             | 3      | 0      |
| Усього за «Корона» (Кельці) | Усього за «Корона» (Кельці) | Усього за «Корона» (Кельці) | 8         | 0         |                    | 0                  | 0                  |                      | -                    | -                    |               | -             | -             | 8      | 0      |
| 2014–15                     | «Шльонськ»                  | ЕК                          | 8         | 0         | ПЛУ                | 0                  | 0                  |                      | -                    | -                    |               | -             | -             | 8      | 0      |
| 2015-лют. 2016              | «П'яст» (Глівіце)           | ЕК                          | 4         | 0         | ПЛУ                | 1                  | 0                  |                      | -                    | -                    |               | -             | -             | 5      | 0      |
| лют.-черв. 2016             | «Завіша» (Бидгощ)           | 1L                          | 13        | 2         | ПЛУ                | 1                  | 0                  |                      | -                    | -                    |               | -             | -             | 14     | 2      |
| 2016–17                     | «Олімпія» (Грудзьондз)      | 1L                          | 29        | 14        | ПЛУ                | 0                  | 0                  |                      | -                    | -                    |               | -             | -             | 29     | 14     |
| 2017–18                     | «П'яст» (Глівіце)           | ЕК                          | 24        | 2         | ПЛУ                | 1                  | 0                  |                      | -                    | -                    |               | -             | -             | 25     | 2      |
| Усього за «П'яст» (Глівіце) | Усього за «П'яст» (Глівіце) | Усього за «П'яст» (Глівіце) | 28        | 2         |                    | 2                  | 0                  |                      | -                    | -                    |               | -             | -             | 30     | 2      |
| 2018–19                     | «Вісла» (Плоцьк)            | ЕК                          | 17        | 2         | ПЛУ                | 3                  | 2                  |                      | -                    | -                    |               | -             | -             | 20     | 4      |
| 2019–20                     | «Вісла» (Плоцьк)            | ЕК                          | 8         | 0         | ПЛУ                | 1                  | 0                  |                      | -                    | -                    |               | -             | -             | 9      | 0      |
| Усього за «Вісла» (Плоцьк)  | Усього за «Вісла» (Плоцьк)  | Усього за «Вісла» (Плоцьк)  | 25        | 2         |                    | 4                  | 2                  |                      | -                    | -                    |               | -             | -             | 29     | 4      |
| 2020–21                     | «Радом'як»                  | 1L                          | 30        | 13        | ПЛУ                | 2                  | 0                  |                      | -                    | -                    |               | -             | -             | 32     | 13     |
| 2021–22                     | «Радом'як»                  | ЕК                          | 19        | 9         | ПЛУ                | 1                  | 0                  |                      | -                    | -                    |               | -             | -             | 20     | 9      |
| Усього за «Радом'як»        | Усього за «Радом'як»        | Усього за «Радом'як»        | 49        | 22        |                    | 3                  | 0                  |                      | -                    | -                    |               | -             | -             | 52     | 22     |
| Усього за кар'єру           | Усього за кар'єру           | Усього за кар'єру           | 160       | 42        |                    | 10                 | 2                  |                      | -                    | -                    |               | -             | -             | 170    | 44     |

## Титули і досягнення
- Володар Кубка Кіпру (1):

АЕК: 2024-2025